# Социологија тероризма
Социологија тероризма је дисциплина социологије који настоји да разуме тероризам као друштвени феномен и како појединци, као националне државе, реагују на такве догађаје.

## Посматрање тероризма пре 11.09.2001.
Тероризам је углавном био игнорисан од стране социолога пре 11. септембра 2001.Свеобухватна дефиниција тероризма долази из студија Веинберг, Фадасуров и Хирсцх-Хоефлер који је прегледао 73 дефиниције тероризма од 55 чланака и закључио да је тероризам политички мотивисана тактика који укључује претње или употребу силе или насиља у којем потрага јавности игра значајну улогу.Међутим, Веинберг истиче да дефиниције тероризма често игноришу симболичке аспекте тероризма. Због свог фокуса на симболизме, социологија има јединствен статус са којег може да процени терор.

## Посматрање тероризма после 11.09.2001
Од 11.09.2001 Матије Дефлем (Универзитет Јужне Карлоине) један од најплоднијих социолога који напомиње да се модерна социологија мора више базирати на социологију тероризма. Заједничке теме које су део дискурса социологије тероризма укључују: војне трошкове, контра-тероризам, имиграцију, питања приватности, и Израелско-Палестински сукоб.Рана литература испитује интеракције између првих реакција (полиције, спасилачких тимова, итд) и друштвене заједнице.Рамирез Хоуп с правом је предвидео да ће полицијске организације променити основне стилове профилисања људи после 09.11.2001. Према Делону, већина полицијских агенција мења своју мисију након 09.11.2001. Постоји јак разлог да се верује да су чак и најмање локалне полицијске службе склоне да осећају неку врсту притиска када је троризам у питању.
Новији рад у социологији на пољу тероризма је филозофски и фокусиран је на питања као што су морална паника и прекомерна-потрошња после 09.11.2001.Констанца и Килберн , у чланку под насловом: "Симболика безбедности, морална паника и јавно мишљење" води ка социологији без тероризма. Користећи класичне симболе тврде да је јавна расправа више водила политику против тероризма од конкретних претњи. Други тврде да је симболика водила до опрезности при доношењу одлука тајних агенција које је скупо и нестабилно.
Терористи, као и други криминалци, постали су оно оно што је познато као референтна тачка; појединци користе референтну тачку као стандард за процену. У циљу заштите статус куо, друштво користи тероризам као начин да поново подигне значај друштвених норми у животима појединаца.Тако појединци виде тероризам као претњу друштвеној равнотежи као и њиховог живота у функционалном друштву. Тероризам доноси друштвени шок, да се друштво креће у правцу промене која му омогућава да пронађе нове начине на које би се заштитио. Тероризам на тај начин постаје очекиван и потребан шок, и који може да подстакне друштво да се промени на боље.

## Теорија конфликта
Теoрија конфликта је идеја да је сукоб између супротстављених интереса основни, покрећу га снага друштвене промене и друштва у целини.
Теоретичар сукоба гледа на тероризам као реакцију на неправду, која је вероватно настала у главама терориста због неписмености, или нереалних циљева, а то насилно понашање изражено од стране терористичких организација је резултат индивидуалних фрустрација, агресије појединаца који показују спремност да се боре.Политички сукоб приморава људе да траже начине да објасне и реше проблеме са којима се суочавају. Ако је конфликт дубоко укорењен, а тренутна идеологија доказује да друштво није у стању да се носи са проблемима, људи почињу да се окрећу другим идеологијама које често могу да носе верску потпору. То не значи да су све облике терористичких аката починили људи који су религиозни. У 83% од нападача самоубица широм света, између 1980. и 2003. године, само 43% су били верски фанатици. Терористи користе насиље јер сматрају да ако га не би корстили да би изгубили борбу за власт, што је довело многе теоретичаре да такав начин долажења до власти виде као оружије слабих.У Ираку, у периоду од марта 2003. до фебруара 2006. године, 443 самоубилачке мисије су 71% припадале Ал Каиди. Самоубилачки напади, против ирачког режима и његових америчких и британских савезника су виђени као једино решење у борби против врховне власти. Ипак, само под одређеним политичким условима самоубилачки напади преовлађују. Терористи немају новца или политичку моћ која је потребна да се ратује, тако да користе тероризам као средство, а не циљ, да уклоне владу у циљу постизања својих политичких циљева.